# Viktor Styrczea
Viktor von Styrczea, též Styrcea nebo Stârcea (2. února 1839 Krasna – 10. října 1908 Černovice), byl rakouský šlechtic a politik z Bukoviny, v 2. polovině 19. století poslanec Říšské rady.

## Biografie
Pocházel ze starobylého moldavského bojarského rodu. Působil jako statkář.
Byl i politicky aktivní. Zasedal jako poslanec Bukovinského zemského sněmu. Poprvé se zmiňuje jako zemský poslanec roku 1881, kdy uspěl v doplňovací volbě. Působil rovněž jako poslanec Říšské rady (celostátního parlamentu Předlitavska), kam nastoupil ve volbách roku 1879 za kurii velkostatkářskou v Bukovině, II. voličský sbor. Mandát zde obhájil i ve volbách roku 1885 a volbách roku 1891. Rezignaci oznámil na schůzi 21. února 1895. Ve volebním období 1879–1885 se uvádí jako rytíř Victor von Styrcea, statkář, bytem Černovice. Na Říšské radě se po volbách roku 1879 uvádí jako federalista, po volbách roku 1885 coby člen Hohenwartova klubu. Po volbách roku 1891 se pak Hohenwartův klub přejmenoval na Klub konzervativců a Styrczea do něj opět vstoupil, třebaže při povolebních poradách navrhoval název Spojená pravice.
Zemřel v říjnu 1908. Pohřben byl v rodné obci Krasna po rozloučení v pravoslavném kostele.
Jeho syn Johann Styrczea (nar. 1867) byl rakouským vyslancem v Chile a Peru.